# Diecezja Khandwa
Diecezja Khandwa – diecezja rzymskokatolicka w Indiach. Została utworzona w 1977 z terenu diecezji Indore.

## Ordynariusze
- Abraham Viruthakulangara (1977 - 1998)
- Leo Cornelio S.V.D. (1999 - 2007)
- Arockia Sebastian Durairaj S.V.D.  (2009 - 2021)
- Augustine Madathikunnel (od 2024)